# 厚盤
厚盤是包括銀河系在內的約三分之二所有盤狀星系的結構組成部分之一。它最早是在外部側向星系中發現的。不久之後，它被認為是銀河系中一種獨特的星系結構，不同於薄盤和星系暈 。 吉爾摩（Gilmore）和李德（Reid）在1983年首次提出星系結構有薄盤、厚盤和星系暈等獨特的結構。它被假設在銀河平面之上1至5千秒差距（3.3至16.3千光年）主導恆星數量和密度，而且在太陽附近，幾乎都是由比較老的恆星組成。其恆星化學成分和恆星運動學（那些組成的恆星）也與薄盤中的恆星不同。
厚盤是星系組成的早期運動學和化學證據的來源，因此被認為是理解星系形成的非常重要的組成部分。
隨著距離太陽更遠的觀測資料的積累，人們逐漸意識到，銀河系厚盤在距離銀河系中心的所有距離上，其化學成分和年齡組成並非完全相同。相反，在太陽半徑以內，厚盤中金屬量較低，而在太陽半徑以外，金屬量較高。 此外，觀測也表明，厚盤恆星的平均年齡從內盤向外盤迅速減少。

## 起源
對這種結構的形成已經提出了各種的方案，包括： 
- 厚盤來自薄盤的加熱[7]。
- 在較大的半徑上，較有活力的恆星從星系的內部向外遷徙，形成厚盤[8]。
- 它是銀河系和一个大质量的矮星系合併造成的結果[9]。
- 在薄盤形成後不久，因高紅移而形成厚盤[10]。

## 辯論
雖然在許多的科學研究中確實提到星系的厚盤結構，而且它甚至被認為是在一潘情形下供通的星系結構，然而它的存在依然受到爭議。 
最近的一項研究聲稱有證據顯示銀河系盤面的厚度有著連續和單調的分布，意味著沒有厚厚的盤面。

## 外部連結
- New light on faint stars III
- Thin and Thick Galactic Disks （页面存档备份，存于）
- Structure and Evolution of the Milky Way （页面存档备份，存于）
- Populations & Components of the Milky Way（页面存档备份，存于）
- A spectroscopic survey of thick disc stars outside the solar neighbourhood